# Bu jezik
Bu jezik (ISO 639-3: jid; isto i ibut, jida, jida-abu, jidda-abu, nakare), benue-kongoanski jezik uže skupine plateau, kojim govori oko 6 000 ljudi (1999 R. Blench) u 4 sela u nigerijskoj državi Nassarawa. Nekada se ovaj jezik pripisivao s 5 drugih ninzijskim jezicima, a preipadal isu joj još i kamantan [kci], kanufi [kni], iako [mda], ninzo [nin] i nungu [rin].
Etnički, dijalektalno i geografski postoje dvije skupine Bu (Abu) s 4 000 govornika i Ninkada (Jida) s 2 000. Bu je jedan od 11 jezika A podskupine jugozapadnih plateau jezika. 

## Vanjske poveznice
- Ethnologue (14th)
- Ethnologue (15th)
- The Bu Language
- The Bu Language  Arhivirana inačica izvorne stranice od 3. lipnja 2009. (Wayback Machine)